# Subdivisions de la Jamaïque
Politiquement, la Jamaïque est subdivisée en 3 comtés (subdivision sans aucune réalité administrative, de type historique) et 14 paroisses (chef-lieu entre parenthèses) : 
- Comté de Cornwall à l'ouest (en vert sur la carte) et qui contient les paroisses de :

1 - Hanover (Lucea)

2 - Saint Elizabeth (Black River)

3 - Saint James (Montego Bay)

4 - Trelawny (Falmouth)

5 - Westmoreland (Savanna-la-Mar)
- Comté du Middlesex au centre (en rose sur la carte) et qui contient les paroisses de :

6 - Clarendon (May Pen)

7 - Manchester (Mandeville)

8 - Saint Ann (Saint Ann's Bay)

9 - Saint Catherine (Spanish Town)

10 - Saint Mary (Port Maria)
- Comté de Surrey à l'est (en jaune sur la carte) et qui contient les paroisses de :

11 - Kingston (Kingston)

12 - Portland (Port Antonio)

13 - Saint Andrew (Half Way Tree)

14 - Saint Thomas (Morant Bay)